# Classe de troisième française
Pour un article plus général, voir Collège en France.
Pour les articles homonymes, voir Troisième.
Dans le système éducatif français, la classe de troisième est la quatrième et dernière classe du collège. Elle est précédée par la classe de quatrième, troisième classe du collège, et est suivie par la classe de seconde, première classe du lycée, ou par une première année de CAP.

## Généralités

La troisième dans les études secondaires en France.

La classe de troisième est le dernier palier du cycle 4, dit « cycle des approfondissements ».
Au cours de l'année, les élèves effectuent une « séquence d'observation en milieu professionnel » (stage de 3 à 5 jours), passent le niveau 2 de l'attestation scolaire de sécurité routière et se préparent au Diplôme national du brevet qu'ils passent en fin d'année scolaire (fin juin).
Les élèves de plus de 14 ans peuvent suivre un enseignement par alternance (par exemple alternance dans un lycée professionnel ou dans une entreprise). Dès la troisième, ils peuvent choisir d'effectuer une classe dite « prépa-pro » (préparatoire aux formations professionnelles), généralement installée en lycée professionnel, qui leur permet de découvrir  plusieurs champs de formation professionnelle tout au long de l'année via des horaires aménagés et une approche pédagogique spécifique. Ces classes remplacent les 3e « DP6 »  et depuis la rentrée 2019, elles s’appellent 3e « prépa-métiers »  . 
Les classes de 3e avec option « DP3 » (trois heures hebdomadaires de découverte du monde professionnel) sont quant à elles toujours maintenues.

## Horaires

### Enseignements obligatoires
La grille horaire de la classe de troisième est la suivante :
| Enseignement                                                 | Horaire hebdomadaire de l’élève (depuis 2016) | Horaire hebdomadaire de l’élève (2010-2015) |
| ------------------------------------------------------------ | --------------------------------------------- | ------------------------------------------- |
| Français                                                     | 4 h                                           | 4 h 30                                      |
| Mathématiques                                                | 3 h 30                                        | 4 h                                         |
| Langue vivante étrangère 1                                   | 3 h                                           | 3 h                                         |
| Langue vivante 2                                             | 2 h 30                                        | 3 h                                         |
| Histoire-géographie-enseignement moral et civique            | 3 h 30                                        | 3 h 30                                      |
| Sciences de la vie et de la Terre                            | 1 h 30                                        | 1 h 30                                      |
| Physique-chimie                                              | 1 h 30                                        | 2 h                                         |
| Technologie                                                  | 1 h 30                                        | 2 h                                         |
| Enseignements artistiques Arts plastiques Éducation musicale | 1 h                                           | 1 h                                         |
| Éducation physique et sportive                               | 3 h                                           | 3 h                                         |
| Stage d'observation                                          | 3 à 5 jours par an                            | ?                                           |
| TOTAL                                                        | 26 heures (hors stage)                        | 28 heures 30                                |

S’y ajoutent :
- 10 heures annuelles de vie de classe (heures gérées par le professeur principal).
- 4 heures hebdomadaires sont consacrées aux enseignements complémentaires sous la forme d'accompagnement personnalisé (1 à 2 heures) et d'enseignements pratiques interdisciplinaires (2 à 3 heures).

### Enseignements facultatifs
| Enseignement                                | Horaire hebdomadaire de l’élève |
| ------------------------------------------- | ------------------------------- |
| Découverte professionnelle                  | 3 h                             |
| Langue vivante 3                            | 3 h                             |
| Langues et cultures régionales              | 3h                              |
| Latin et/ou Grec ancien                     | 2 h                             |
| Section Euro (Anglais, Italien ou Espagnol) | 2 h                             |